# 橘ちえよ
橘 知衣代（たちばな ちえよ、1988年4月29日 - ）は、日本のモデル、元タレント。大阪府出身。過去にはキャストプロとオスカープロモーションとイアラモデルエージェンシーに所属していた。
キャストプロ所属当時は、近畿地方を拠点に活動。オスカーに所属してからは、かつてテレビ東京などで放送されていた『出動!ミニスカポリス』のミニスカポリス復活ユニット（通算16代目）のメンバーを務めていた。イアラへの移籍後には、橘 ちえよ名義で活動している。
特技はテニス、ピアノ、華道。
私生活では2019年に結婚し、2021年1月19日に第1子女児を出産したことを自身のインスタグラムで報告した。広島県在住。

## 出演

### テレビ番組
- 女の子宣言! アゲぽよTV（毎日放送） - アゲぽよガールズ
- Like a Wind（サンテレビ） - Like a Wind 疾走る娘。（ライドル）候補生

### ネット配信番組
- 関西ウォーカーTV（Ustream）
- 16代目ミニスカポリスのニコジョッキー（ニコニコチャンネル）[3]

### CM
- フェリーさんふらわあ
- はるやま商事
- 大手前大学
- PlayStation VR（ソニー・インタラクティブエンタテインメント）
- ERINA DIVISION
- オルビス
- アプロンワールド
- メディキュット（Dr.Scholl）
- クリスタルヴェール（エーザイ）

### ビデオパッケージ
- 摩耶山観光VP
- NU茶屋町

### 雑誌・フリーマガジン
- 関西ウォーカー関連無料配布冊子 バーゲンWalker（角川マガジンズ） - 表紙モデル
- 関西ウォーカー（角川マガジンズ）
- 関西じゃらん（リクルート）
- まっぷる 歩く京都（昭文社）
- Leaf（リーフ・パブリケーションズ）
- るるぶ（JTBパブリッシング）
- PLUS LUMINO（メディアバルーン）

### 広告
- ジャンボカラオケ広場 - 広告モデル・ポスターモデル
- ハトショップ - Web広告モデル
- 桜なでしこ - Web広告モデル
- JR西日本 - 広告モデル
- 関西ウォーカー（角川マガジンズ） - 広告モデル
- EVLOVE[4]

## 作品

### イメージビデオ
- Sweet Rip（2014年1月23日、Queen、規格：DVD）